# Tsjechoslowaaks-Hongaarse bevolkingsruil
De Tsjechoslowaaks-Hongaarse bevolkingsruil was een ruil van de bevolking tussen Tsjechoslowakije en Hongarije na afloop van de Tweede Wereldoorlog. Naar schatting werden rond de 45.000 en 120.000 Hongaren verdreven van Slowakije naar Hongarije. Tegelijkertijd verhuisden ongeveer 75.000 Slowaken vrijwillig van Hongarije naar Slowakije.
Tijdens en na de Tweede Wereldoorlog besloot de Tsjechische regering onder leiding van Edvard Beneš als onderdeel van de Beneš-decreten tot etnische zuivering. Het onteigenen en verdrijven van Duitse en Hongaarse burgers maakte deel uit van het Košice Programma, een overeenkomst tussen Tsjechische communisten die de oorlog in de Sovjet-Unie hadden doorgebracht en de Tsjechische regering in ballingschap. De Hongaarse kwestie kwam met name aan de orde in de hoofdstukken VIII, XI en XV. Hoofdstuk VIII ontnam de Duitse en Hongaarse bevolking hun staatsburgerschap. Hoofdstuk XI verklaarde de inbeslagname van Hongaarse bezittingen en Hoofdstuk XV ging over het sluiten van Hongaarstalige scholen. 
Het verdrijven van de Duitse minderheden werd gesteund door de geallieerden. Dit bleek echter niet te gelden voor de gedwongen verhuizing van de Hongaarse minderheden uit Tsjechoslowakije, die met name bij de westerse geallieerden op verzet stuitte. Ook de Hongaarse regering protesteerde fel tegen de voorstellen. Uiteindelijk werd onder druk van de geallieerden afgezien van de totale uitzetting van de Hongaren en werd er een bilateraal verdrag gesloten tussen Hongarije en Tsjechoslowakije waarin een bevolkingsruil werd geregeld, het werd in 1947 getekend in Boedapest. In onderstaande tabel is het resultaat van de verschillende hoofdstukken uit het bilaterale contract te zien:
| Aangewezen voor de bilaterale Tsjechoslowaaks-Hongaarse bevolkingsruil | Aantal personen           |
| ---------------------------------------------------------------------- | ------------------------- |
| onder artikel V. van het contract                                      | 105.047 (27.718 families) |
| onder artikel VIII. van het contract                                   | 65.200 (23.552 families)  |
| De facto overgebracht                                                  | Aantal personen           |
| onder artikel V. van het contract                                      | 45.475                    |
| als oorlogsmisdadigers, artikel VIII. van het contract                 | 2905                      |
| "R" transport (regimisten)                                             | 1034                      |
| voor het contract in werking trad                                      | 11.837                    |
| van de bevrijding tot de installatie van de Tsjechoslowaakse regering  | 10.196                    |
| na inwerkingtreding van het contract, maar daarnaast                   | 11.057                    |
| nadat het contract in werking trad                                     | 1083                      |
| van Rusovce                                                            | 73                        |
| vrijwillig                                                             | 6000                      |
| Totaal                                                                 | 89.660                    |

## Deportaties naar het Sudetenland
Na de verdrijving van de Duitsers meende Tsjechoslowakije een tekort te hebben aan arbeidskrachten, in het bijzonder de boeren in het Sudetenland. Als gevolg daarvan werden meer dan 44.129 Hongaren vanuit Slowakije voor slavenarbeid gedeporteerd naar Bohemen, hun eigendommen werden in beslag genomen door de staat. Tussen 1945 en 1948 werden 2.489 vrijwillig herplaatst en kregen deze Hongaren woningen, een inkomen en een staatsburgerschap. Later, vanaf 19 november 1946 tot 30 september 1946 werden de overgebleven 41.666 Hongaren in veewagens naar het Sudetenland gedeporteerd en werden ze als dwangarbeiders aangeboden op markten in het gebied.  
Vanaf 1948 mochten 18.536 terugkeren naar Zuid-Slowakije waar dit problemen opleverde met de Slowaken die vanuit Hongarije hun woningen in bezit hadden genomen. Tegen 1950 was de meerderheid van de Hongaren weer teruggekeerd uit het Sudetenland. De status van de Hongaren werd daarna opgelost en ze kregen het staatsburgerschap van Tsjechoslowakije.

## Verschuiving taalgrens
Met de bevolkingsruil werd de taalgrens verschoven naar het zuiden en ook in eerder volledig Hongaarse steden als Kosice, Levice (Slowakije), Galanta en Nové Zámky werden de Hongaren na de ruil een minderheid.

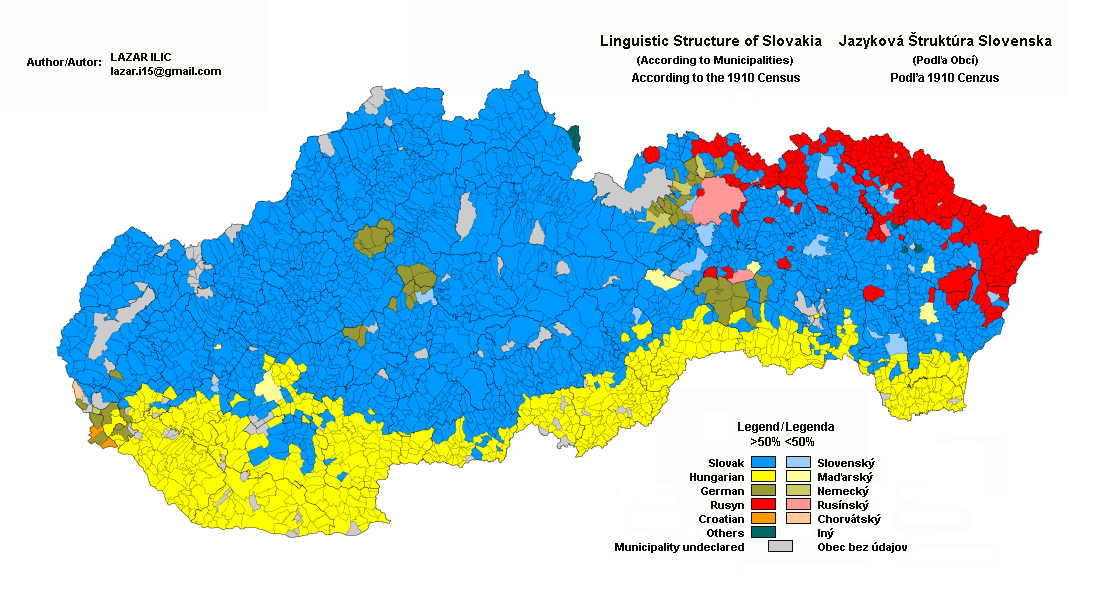
Taalsituatie in Slowakije volgens census van 1910

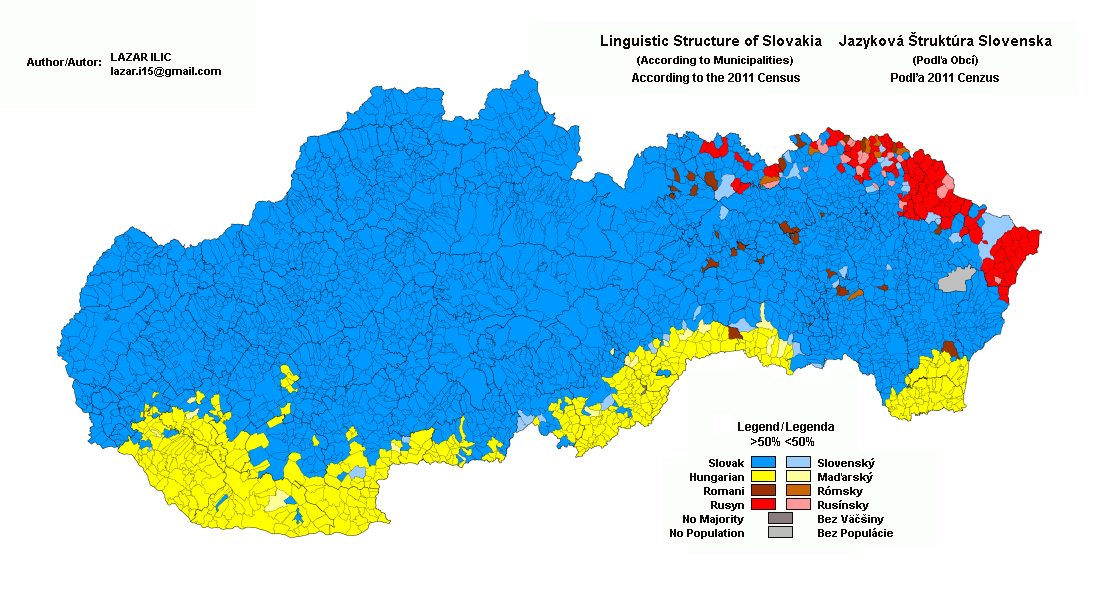
Taalsituatie in Slowakije volgens Census van 2011.